# オリックス資源循環
オリックス資源循環株式会社（オリックスしげんじゅんかん、英: ORIX Resource Recycling Service Corporation）は、オリックスグループの廃棄物処理業者。埼玉県が大里郡寄居町にPFI方式で整備した「彩の国資源循環工場」の運営を行う。

## 沿革
- 1996年 - オリックスが廃棄物市場において、金融分野での営業活動開始
- 2002年3月 - 埼玉県による彩の国資源循環工場事業を落札
- 2002年9月 - 寄居オリックス環境株式会社設立
- 2002年11月 - 埼玉県と彩の国資源循環工場（PFI施設）整備事業契約締結
- 2005年1月 - 現社名に商号変更
- 2006年9月 - 彩の国資源循環工場（ガス化改質炉）供用開始
- 2006年10月 - ゼロエミッション施設竣工

## 彩の国資源循環工場
事業基盤・公園緑地はBTO(Build Transfer Operate)方式で整備。県有地にオリックス資源循環が造成を行い、県に譲渡。オリックス資源循環は25年間、県より維持管理・警備業務などを請け負う。ゼロエミッション施設はBOO(Build Own Operate)方式で整備。県有地を賃借し、オリックス資源循環により資金調達、施設建設、廃棄物の確保・処理を行う。住民対応と環境アセスメントは県が行う。一日あたりの処理能力450t。ガス化改質方式を採用し、2,000℃で高温溶融処理を行う。